# Fédération de France du FLN
La fédération de France du Front de libération nationale, appelée parfois « septième wilaya », est une organisation du Front de libération nationale (FLN) sur le sol français durant la guerre d'Algérie, dotée d'un appareil bureaucratique militarisé, destiné à mobiliser la communauté algérienne de France métropolitaine pour la guerre et à contrôler tous les aspects de leur vie en prévision de leur retour dans l'Algérie indépendante.
Lancée en 1954 sous l'impulsion de Mohamed Labjaoui, sa principale mission au départ était de soustraire la communauté algérienne de France de l'influence du Mouvement national algérien (MNA) incarné par le leader nationaliste Messali Hadj. La guerre fratricide que vont se livrer les groupes de choc du FLN et ceux du MNA par des « règlements de compte » meurtriers va faire plus de 6 000 morts et de 12 000 blessés. La fédération de France prend le dessus définitivement en 1958. Elle est alors dirigée par Omar Boudaoud et Ali Haroun. C'est la première fois dans l'histoire qu'un mouvement d'indépendance perpétre des attaques sur le sol du colonisateur.
La fédération de France tente d'influencer l'opinion publique, les intellectuels et les milieux politiques français. Elle prépare également l'ouverture d'un second front par l'Organisation spéciale (OS). Du 25 août au 27 septembre 1958, ses commandos exécutent en France 56 sabotages et 242 attaques contre 181 objectifs économiques, militaires ou politiques ciblés, sans recourir au terrorisme aveugle. Des attaques plus sélectives visent en 1960 et 1961 les agents de force de police auxiliaire, qui sont les harkis de la préfecture de police de Paris. Pendant les négociations de 1961 entre la France et le Gouvernement provisoire de la République algérienne (GPRA), la Fédération suspend les attentats le 5 juillet 1961, puis les reprend contre les policiers, qui réagissent violemment à partir de la fin août. Le 17 octobre, elle organise des manifestations pacifiques de protestation contre le couvre-feu imposé aux « Français musulmans » par le préfet de police de Paris, Maurice Papon. Le gouvernement, qui veut reprendre les négociations en position de force, couvre une répression féroce, ordonnée ou tolérée par le préfet de police qui se solde par un bilan encore controversé (des dizaines de morts et des centaines de blessés, sur plus de 11 000 manifestants arrêtés et plus de 22 000 participants). Si la bataille de Paris n'a jamais imité le terrorisme aveugle de la bataille d'Alger, la « septième wilaya » n'a pas été la moins efficace.

## Histoire

### Le FLN et la communauté algérienne de métropole
La communauté algérienne connaît une forte expansion depuis le début du XXe siècle. En 1910, elle comptait 5 000 personnes et passe à 85 000 en 1937 puis 211 000 en 1954 et 350 000 en 1962. Une part importante, d'environ 150 000 personnes, dont 8 000 femmes et 29 000 enfants en 1961, se trouve concentrée dans le département de la Seine ; on atteint 180 000 personnes en y ajoutant la population de la périphérie, notamment celle du département de Seine-et-Oise. Il s'agit essentiellement d'une immigration d'hommes jeunes, souvent mariés, dont beaucoup ont laissé leur famille en Algérie. Illettrés pour la plupart, ils sont employés en tant que manœuvres, parfois comme ouvriers qualifiés et vivent principalement dans les bidonvilles de Nanterre, Aubervilliers, Argenteuil, Bezons ou dans les quartiers les plus modestes de Paris à la Goutte d'Or, à Ménilmontant, à Saint-Merri, à la porte d'Italie et en proche banlieue.
Mouvement de libération anti-coloniale créé en novembre 1954 par des anciens de l'Organisation spéciale (OS) du MTLD, le FLN se distingue en développant une stratégie insurrectionnelle et se trouve en conflit avec le Mouvement national algérien (MNA), nouveau parti de Messali Hadj,. Il est aussi une structure de pouvoir qui vise, suivant le modèle stalinien, à en assurer le monopole à une minorité bureaucratique, elle-même traversée de tensions entre différents clans. Pour affirmer son hégémonie sur l'ensemble de la population algérienne, il mène contre son rival, dès 1955,, un combat dont le massacre de Melouza, en mai 1957, fait apparaître la cruauté. La même année, il supplante définitivement le MNA qui ne disparaît pas complètement pour autant, la lutte fratricide se prolongeant jusqu'à l'indépendance,. Chaque mouvement veut apparaître comme la seule émanation du nationalisme algérien et donc comme le seul interlocuteur du gouvernement français dans les négociations pour l'indépendance. C'est dans le ressort de la fédération de France que cette rivalité est la plus sanglante ; entre le 1er janvier 1956 et le 23 janvier 1962, elle fait 10 223 victimes dont 3 957 tués,,. Sur les 2 124 attentats comptabilisés à partir de 1957, 291 entre janvier et octobre 1961 font 137 morts et 120 blessés parmi les Algériens.
L'un des enjeux principaux de l'affrontement entre les deux organisations nationalistes est la perception de « l'impôt révolutionnaire ». À la cotisation mensuelle comprise entre 5 % et 9 % du salaire, s'ajoutent des contributions exceptionnelles deux ou trois fois par an, lors de différentes fêtes ; les commerçants, quant à eux, doivent verser une taxe proportionnelle à leur chiffre d'affaires. Le principe de l'« arrérage », qui consiste à exiger le règlement des cotisations non pas depuis la date d'adhésion du sympathisant, mais depuis celle de la création du mouvement, le 1er novembre 1954, crée des situations insurmontables. Une autre source de revenu vient de la prostitution : les proxénètes et les prostituées sont lourdement taxés. Au total, « l'impôt révolutionnaire » représente près de 80 % du budget du GPRA, les 20 % restants provenant de la Ligue arabe dont les versements sont d'ailleurs aléatoires. L'armée de libération nationale qui affronte les puissantes forces françaises en Afrique du nord est ainsi largement financée par les travailleurs algériens en France.
L'autorité du FLN s'étend à de nombreux domaines de la vie quotidienne. Il impose les prescriptions associées à l'islam au travers de comités de justice locaux qui réglementent le mariage et le divorce, les conflits commerciaux, obligent à une amende toute personne buvant de l'alcool, jurant, se bagarrant, ne payant pas son loyer, s'adonnant au jeu, changeant d'adresse sans autorisation, n'assistant pas aux réunions ou ne participant pas aux actions de boycott. À partir de l'été 1961, la coercition qui pèse sur cette communauté érigée en contre-société avec ses comités d'hygiène, de justice sociale et de justice s'alourdit sur ceux qui refusent les règles. Ceux qui contreviennent aux interdits tirés du Coran, s'ils refusent de s'amender, encourent l'élimination ; de même que les époux de métropolitaines, les Algériens faisant appel aux tribunaux français, etc.,. L'arrivisme des cadres ajoute ses effets à ceux de ces pratiques. Soumis à l'exigence d'améliorer les recettes financières pour grimper dans la hiérarchie, les « percepteurs » multiplient sous divers prétextes les amendes et les comptabilisent en gonflant le chiffre des « contribuables ». Il s'avère très difficile d'échapper à l'emprise du FLN, au point que les Algériens qui demandent la protection de la police s'entendent plutôt répondre d'acquitter leurs cotisations, vu l'impossibilité de garantir leur sécurité. La décision de condamner à mort un Algérien se prend au sein de la fédération. Quand il s'agit d'un militant ou sympathisant, elle n'est plus du ressort d'un seul responsable mais relève des comités de justice.
Pour Jean-Paul Brunet, cette organisation qui entend imposer sa loi sans discussion aucune et régenter la vie entière de la communauté, y compris les aspects ethniques, sociaux, culturels et religieux, procède d'un mouvement totalitaire. Selon Gilbert Meynier, la fédération de France, qui est porteuse des espoirs de la majorité des Algériens de France, les considère surtout comme une masse de cotisants : elle ne leur concédera un rôle moins passif que tardivement, en conduisant et encadrant leur foule désarmée dans la manifestation du 17 octobre, et cela malgré les réticences du GPRA.
L'historiographie "par le haut" de la fédération de France du FLN donne une vision assez rigide de ce qu'était cette organisation qui produisit un discours sur elle-même la montrant comme tentaculaire et réussissant à encadrer et mobiliser la masse des Algériens vivant en France au profit de la lutte pour l'indépendance, les archives de police donnent la même vision d'une organisation totalitaire. L'historienne Sylvie Thénault montre que d'autres archives, comme celle de l'avocat du FLN Jean-Jacques de Félice, permettent de faire une histoire "par le bas", et permettent de savoir comment fonctionnait notamment le collectif des avocats de FLN. Il en ressort que ce fonctionnement était beaucoup plus souple que l'image qu'en donne l'historiographie "par le haut".

### Organisation du FLN en France
Dans un contexte de guerre coloniale qui déborde en métropole, la ligne de la direction de la fédération de France se définit par le mot d'ordre « Le pouvoir est au bout du fusil ».
La direction de la Fédération organise le quadrillage systématique de la population algérienne afin de la prendre en main et de la soustraire au MNA. L'activité essentielle consiste à encaisser les cotisations, versées volontairement ou si besoin avec l'intervention des groupes de choc, et à acheminer les fonds grâce à l'aide de réseaux français de soutien. Une autre tâche est la prospection des recrues. Il existe aussi une commission de presse et d'information (CPI), puis, au moins théoriquement, des commissions de justice, des commissions d'hygiène, des enquêtes sociales et les importants comités de soutien aux détenus,. Cependant, le niveau intellectuel de l'encadrement est fort bas comparé à celui des wilayas d'Algérie.
Jusqu'en 1958, le FLN est organisé selon une structure pyramidale classique qui permet aux cadres un bon contact avec la base, mais qui rend l'appareil perméable à l'investigation policière. Une réunion du comité fédéral et des responsables des wilayas de France, qui se tient fin juillet 1958 à Cologne, décide de porter à bref délai la guerre en métropole. Ce « second front » est vu comme un moyen, en générant un climat d'insécurité en France, d'y fixer un maximum de forces françaises et d'alléger d'autant le dispositif de guerre pesant sur l'Algérie. C'est tenir pour négligeable la disparité des forces en présence et les coups que les émigrés ne peuvent manquer de subir de la répression. Lorsque les autorités françaises comprennent que les 400 000 Algériens de France représentent un potentiel de combattants considérable, la décision de le démanteler pour lutter efficacement contre la révolution algérienne s'impose d'elle-même.
Les premiers attentats qui traduisent la décision du FLN ont lieu dans la nuit du 25 août 1958. Leur bilan est élevé, se montant à vingt-quatre morts et dix-sept blessés,. Le 27 août 1958 et les jours suivants représentent le point culminant des opérations de sabotage (ou de tentative de sabotage) à travers toute la France. Parmi les objectifs visés : la cartoucherie de Vincennes, un hangar de l'aéroport du Bourget, une usine de Villejuif. Des dépôts de pétrole à Vitry, à Gennevilliers et aussi aux Aygalades près de Marseille connaissent des incendies ainsi qu'à La Mède, à Frontignan, Port La Nouvelle , Toulouse et à Mourepiane, le plus grand dépôt du midi de la France. Il y a quelques incendies dans les forêts du Midi, d'autres près de Nancy et dans les Vosges.,
Le FLN se réorganise alors en s'adaptant aux règles de sécurité basée sur de petits groupes de trois ou de six. Le FLN peut ainsi compter sur environ 450 hommes en région parisienne pour former ses groupes de choc en marge desquels il faut rajouter les 8 katibas (compagnies), de 31 hommes chacune, qui constituent l'« Organisation spéciale ». Cette organisation de combat, formée de tireurs confirmés et de techniciens des explosifs, est chargée des missions difficiles et de l'élimination des « traîtres », particulièrement des personnalités algériennes réputées pro-françaises. Elle infiltre aussi une cellule FLN de policiers algériens au sein même de l'appareil français et organise un réseau de renseignements.

### Les supplétifs algériens de la police française: la FPA
Le 30 novembre 1959, le premier ministre Michel Debré décide de créer une Force de police auxiliaire : la FPA, communément appelée les « harkis de Paris ». Il s'agit d'une brigade quasi-militaire composée de « natifs » volontaires, sur le modèle des forces auxiliaires utilisées en Algérie, et commandée par le capitaine Raymond Montaner. Les harkis, avec leur connaissance intime du milieu algérien et de ses coutumes, représentent une formidable force d'opposition au FLN. Ils agissent en toute impunité, comme une force de police parallèle.
La FPA combat le FLN sur son propre terrain en arrêtant ses responsables, entravant ainsi ses activités et empêchant la collecte de fonds. Elle parvient à rallier les Algériens menacés de mort et à recruter des indicateurs parmi les commerçants. Toute personne au teint mat est soupçonnée de cotiser au FLN et susceptible de donner des informations. La méthode utilisée par les hommes de Montaner est invariable : occupation d'hôtels habités par les travailleurs algériens, infiltration et recueil de renseignements, violences policières, tortures.
La première compagnie, forte de 100 hommes implantés dans le XIIIe arrondissement, démantèle si bien l'organisation frontiste que les cadres FLN finissent par chercher refuge ailleurs. Ce succès amène le préfet de police à installer une deuxième compagnie dans le quartier de la Goutte d'Or ; le poste est attaqué par deux groupes armés le jour même de son installation, le 20 novembre 1960, puis le 4 décembre. D'une façon générale, les postes et les cafés tenus par la FPA dans le XVIIIe arrondissement sont la cible de commandos qui y subissent de lourdes pertes mais en provoquent également. La troisième compagnie, basée au fort de Noisy, opère en commandos mobiles dans les bidonvilles de banlieue. Dans la lutte que mène la préfecture de police de Paris contre le FLN, la FPA se trouve en première ligne ; son efficacité s'accompagne de l'emploi de moyens illégaux comme les arrestations et les détentions arbitraires ou l'usage systématique de la torture,,,.

### Attentats du FLN contre la police française
Depuis l'ouverture en France d'un « second front » en 1958, le FLN attaque la police et des cibles stratégiques. En raison de la forte concentration de bâtiments et de personnel gouvernementaux, Paris devient un lieu de toute première importance d'autant plus qu'en termes de propagande toute action dans la capitale a valeur de symbole face à la puissance française,. En outre, le général de Gaulle, pour accréditer son appel à la paix des braves, décide en janvier 1959 de gracier tous les condamnés à mort, ainsi les exécutions capitales cessent définitivement en janvier 1961.
Le FLN déclare dans son organe de communication El Moudjahid :

« Aucune exécution n'est ordonnée sans que le coupable ait été jugé criminel. (…) Seuls sont châtiés, et seuls le seront, les policiers reconnus coupables. Certes, il arrive que, lors du juste châtiment des harkis mercenaires, les policiers qui les protègent, y compris le chauffeur du car, soient atteints par des coups qui ne leur étaient pas précisément destinés. M. Papon aura voulu leur mort. »

Toutefois ces attentats, en principe dirigés contre des policiers désignés comme racistes ou tortionnaires, s'apparentent souvent à du terrorisme aveugle. Dans certains cas, il peut s'agir de résister à une interpellation, car les membres des groupes de choc ont pour consigne de ne pas se laisser appréhender ; mais il y a aussi des attaques de véhicules de police et des assassinats ou des tentatives d'assassinat de personnels des forces de l'ordre. Principalement des gardiens de la paix, accessoirement des brigadiers subissent des menaces de natures diverses que les services de police rapportent en ces termes : « surveillance du domicile par le FLN », « inscription sur porte d'entrée d'appartement (avertissement FLN) », « menaces de mort par FMA qui l'ont abordé », « son identité figurait dans une documentation saisie dans un centre FLN ». 53 menaces de cet ordre sont enregistrées après le 1er septembre. De fait, la majorité des attentats visaient individuellement des fonctionnaires choisis selon la facilité de l'opération.
Les attaques de policiers, des accrochages avec des gardiens de la paix et des mitraillages de cars de police. La répression policière et une meilleure organisation des services de l'État neutralisent pour une large part les commandos du FLN et permettent de nombreuses arrestations. De fait, en septembre 1958, la police parvient à désorganiser l'appareil du mouvement en fichant ses différents membres puis en les brassant dans différents hôtels et foyers, en les raflant et les internant dans des centres d'assignation à résidence surveillée, comme le camp du Larzac, ou en leur appliquant la procédure du rapatriement forcé.
|              | 1957 | 1958 | 1959 | 1960 | Janvier ~ octobre 1961 | Total |
| Tués         | 0    | 12   | 4    | 9    | 22                     | 47    |
| Blessés      | 3    | 22   | 10   | 29   | 76                     | 140   |
| Total annuel | 3    | 34   | 14   | 38   | 98                     |       |

Le total des 47 personnes tuées se décompose de la manière suivante : 23 gardiens de la paix, 4 officiers de police judiciaire, 14 agents de la FPA, 3 du SAT-FMA et 2 d'autres services.

## Moyens et résultats

### Structures
Baptisée « septième Wilaya ». L'organisation pyramidale de la fédération de France est reproduite à chaque niveau de la structure. Le nombre et les limites des wilayas ont été plusieurs fois remaniés selon les effectifs. Elle est divisée en cinq régions par le FLN : 
- I - Région parisienne et Ouest (Paris),
- II - Région Nord et Est (Longwy),
- III - Région Centre (Lyon),
- IV - Région Sud Est (Marseille).

Les militants adhérents et sympathisants, d'abord rassemblés dans les mêmes structures, ont été séparés en organisations distinctes pour diminuer les risques de démantèlement. Le comité fédéral siège en Allemagne, à Cologne, depuis juin 1958.

### Effectif
En 1956 l'organisation compte déjà plus de 8 000 membres, grâce à l’amélioration du recrutement le nombre de ses membres va atteindre le chiffre de 136 345 en 1960, y compris les 878 éléments de la Belgique et de la Sarre en Allemagne.

### Fonds collectés
Vu le coût très élevé pour l'approvisionnement en armes pour les wilayas en Algérie, la mission importante de la Fédération est de fournir au FLN et à l'ALN des fonds récoltés auprès des travailleurs algériens en France estimés par le ministère français du Travail à 250 000, (le montant de l'apport financier de 1955 à 1962 est de 40 milliards d'anciens francs, 80 % des ressources du GPRA en 1961, selon Ali Haroun), transférés vers l'extérieur et, à partir de 1961, vers les wilayas d'Algérie par des réseaux spécialisés.
- Liste des impositions (en anciens francs)[34]
  - Ouvriers ou manœuvre : 2 000F/mois,
  - Femme musulmane : 500F/mois,
  - Chauffeur de taxi musulman : 8 000F/mois,
  - Prostituée musulmane ou européenne à souteneur musulman : 5 000F/mois,
  - Commerçant : 10 000F/mois.

| 1958               | 1959               | 1960               | 1961                                                                   |
| ------------------ | ------------------ | ------------------ | ---------------------------------------------------------------------- |
| 2 815 477 235 A.F. | 5 071 191 925 A.F. | 5 968 201 321 A.F. | approximativement 6 milliards d'anciens francs pour 150 000 cotisants. |

- De janvier 1955 à mars 1962, la Fédération avait collecté en France environ 40 milliards d'anciens francs[33],[34].

### Guerre contre le MNA
| 1956                   | 1957                      | 1958                      | 1959                    | 1960                    |
| ---------------------- | ------------------------- | ------------------------- | ----------------------- | ----------------------- |
| 76 tués et 510 blessés | 817 tués et 3 088 blessés | 902 tués et 1 641 blessés | 687 tués et 815 blessés | 529 tués et 982 blessés |

### Attentats contre la police
| Pays    |      |      |      |              |
| Pays    | 1958 | 1959 | 1960 | Jan-oct 1961 |
| ------- | ---- | ---- | ---- | ------------ |
| Tués    | 12   | 4    | 9    | 29           |
| Blessés | 22   | 10   | 29   | 76           |